# Tomás Brody
Tomás Brody o Thomas A. Brody Spitz (1922-1988), fue un físico mexicano que nació en Múnich, Alemania, el 6 de junio de 1922 y murió el 21 de noviembre de 1988 en la Ciudad de México. Fue investigador del Instituto de Física y profesor de la Facultad de Ciencias de la Universidad Nacional Autónoma de México. Realizó sus estudios de manera discontinua debido a los acontecimientos de la Europa de los años 1940, donde fue víctima de la persecución nazi. Estudió en las universidades de Cambridge y Lausana, donde se graduó como ingeniero químico.

## Carrera
Como físico, Tomás Brody se interesó en una multitud de problemas como la lluvia radioactiva en México, la física nuclear, la computación científica y el análisis numérico, la epistemología de la física y las relaciones ciencia y sociedad; pero fue tal vez en la física nuclear donde realizó sus trabajos más notables, entre los que destaca el cálculo por computadora más ambicioso jamás realizado en México: se trata de la preparación de la Tabla de Paréntesis de Transformaciones en coautoría con el también físico mexicano Marcos Moshinsky.
Tras su muerte trágica en 1988, la sala de super-computación del Instituto de Física fue bautizada con su nombre y en el 2002, el primer equipo de computación adaptativa del Instituto, fue bautizada como BRODIX, en su homenaje. Además de lo anterior, se estableció la Cátedra Tomás Brody para distinguir a académicos destacados que visitan dicho Instituto.

## Obra científica
Libros
- TA Brody & M Moshinsky (1967) Tables of transformation brackets for nuclear shell-model calculations. New York, Gordon and Breach Science Publishers
- TA Brody et al. (1994) The philosophy behind physics. Springer-Verlag

Artículos científicos selectos
- Random-matrix physics: spectrum and strength fluctuations. TA Brody, JB French, PA Mello, A Pandey, SSM Wong - Reviews of Modern Physics, 1981.
- Matrix Elements in Nuclear Shell Theory. TA Brody, G Jacob, M Moshinsky - Nucl. Phys, 1960.
- The Uncertainty Principle and Foundations of Quantum Mechanics. WC Price, SS Chissick, TA Brody - American Journal of Physics, 1979.
- Recursion Relations for the Wigner Coefficients of Unitary Groups. TA Brody - Journal of Mathematical Physics, 1965.
- Level fluctuations: A general property of spectra. TA Brody, E Cota, J Flores, PA Mello - Nuclear Physics A, 1976

## Cátedra Tomás Brody de la UNAM
Científicos galardonados
- 2002 - Dr. Gabriel Ramos-Fernandez (México)
- 2006 - Dr. Bartolomé Luque (España)
- 2007 - Dr. Bartolomé Luque (España)